# Церово (Благоевградская область)
Церово (болг. Церово) — село в Благоевградской области Болгарии. Входит в состав общины Благоевград. Находится примерно в 7 км к юго-востоку от центра города Благоевград. По данным переписи населения 2011 года, в селе  проживало 657 человек, преобладающая национальность — болгары.
По состоянию на 2010 год село лидировало в своей общине по производству табака.

## Население
| Год     | 1934 | 1946 | 1956 | 1965 | 1975 | 1985 | 1992 | 2001 | 2011 |
| ------- | ---- | ---- | ---- | ---- | ---- | ---- | ---- | ---- | ---- |
| Жителей | 396  | 340  | 359  | 299  | 351  | 557  | 632  | 659  | 657  |

|  |